# コドモバイル
コドモバイルは、ソフトバンクモバイルが子供向け携帯として販売しているシリーズの名称である。端末は、東芝製とNEC製。

## 端末
- SoftBank 812T
- SoftBank 820T
- SoftBank 740N